# Hugh Leonard
Hugh Leonard   (Dublín, 9 de novembre de 1926 - Dalkey, 12 de febrer de 2009) va ser un dramaturg, escriptor de televisió i assagista irlandès. En una carrera que va durar 50 anys, Leonard va escriure prop de 30 obres de llarga durada, 10 obres d'un acte, tres volums d'assaig, dues autobiografies, tres novel·les, nombrosos guions i una columna regular de diari.

## Vida i carrera
Leonard va néixer a Dublín com a John Joseph Byrne, però va ser donat en adopció. Criat a Dalkey, un suburbi de Dublín, per Nicholas i Margaret Keyes, va canviar el seu nom a John Keyes Byrne. Durant la resta de la seva vida, malgrat el pseudònim de "Hugh Leonard", que més tard va adoptar i pel qual es va fer molt conegut, va convidar als amics íntims a dir-li "Jack".
Leonard es va educar a la Harold Boys' National School, Dalkey, i al Presentation College, Glasthule, guanyant una beca per a aquest últim. Va treballar com a funcionari durant 14 anys. Durant aquest temps, va actuar i va escriure obres per a grups de teatre comunitaris. La primera obra que es va produir professionalment va ser The Big Birthday, que va ser presentada per l'Abbey Theatre de Dublín el 1956. La seva carrera al Abbey Theatre va continuar fins al 1994. Després d'això, les seves obres van ser produïdes regularment pels teatres de Dublín.
Es va traslladar a Manchester durant un temps, treballant per a Granada Television, abans de tornar a Irlanda el 1970, establint-se a Dalkey.
Durant les dècades de 1960 i 1970, Leonard va ser el primer escriptor irlandès important a establir-se una reputació a la televisió escrivint per a televisió, incloses obres de teatre originals, comèdies, thrillers i adaptacions de novel·les clàssiques per a la televisió britànica. Va rebre l'encàrrec de RTÉ d'escriure Insurrection, una reconstrucció dramàtica del 50è aniversari de l'aixecament irlandès de Pasqua de 1916. Leonard's Silent Song, adaptada per a la BBC a partir d'un conte de Frank O'Connor, va guanyar el Prix Italia el 1967. Va escriure el guió de l'adaptació RTÉ de Strumpet City  de James Plunkett.
Tres de les obres de Leonard s'han presentat a Broadway: The Au Pair Man (1973), protagonitzada per Charles Durning i Julie Harris; Da (1978); i A Life (1980). Of these, Da – which premiered a l'Olney Theatre el 1973 abans de ser produïda off-off-Broadway al Hudson Guild Theatre i després transferit al Morosco Theatre; va ser el més reeixit, amb 20 mesos i 697 actuacions, després va fer una gira pels Estats Units durant 10 mesos. Va guanyar a Leonard un premi Tony i un premi Drama Desk a la millor obra de teatre Va ser adaptada al cinema el 1988, protagonitzada per Martin Sheen i Barnard Hughes, que van repetir la seva actuació a Broadway, guanyadora del premi Tony.
El 1984, Leonard va descobrir que el seu comptable Russell Murphy li havia malversat 258,000 IR£. Leonard era especialment molest perquè Murphy hagués utilitzat els seus diners per portar clients al teatre i comprar seients cars en algunes de les obres de Leonard.
Leonard va escriure dos volums d'autobiografia, Home Before Night (1979) i Out After Dark (1989). Alguns dels seus assaigs i periodisme es van recopilar. a Leonard's Last Book (1978) i A Peculiar People and Other Foibles (1979). L'any 1992 es va publicar Selected Plays of Hugh Leonard. Fins al 2006 va escriure una columna setmanal humorística, "The Curmudgeon", per al diari irlandès Sunday Independent. Tenia passió pels gats i els restaurants, i fòbia pel locutor Gay Byrne.
El 1994, Leonard va fer una ressenya de Katie Rochede la dramaturga irlandesa Teresa Deevy que s'havia representat al Peacock Theatre, i recorda el seu propi paper d'actriu en una producció amateur sense data de 'Temporal Powers' a la qual va assistir Teresa Deevy.
Fins i tot després de retirar-se com a columnista de Sunday Independent, Leonard va mostrar un humor àcid. En una entrevista amb Brendan O'Connor, se li va preguntar si li molestava que Gay Byrne estigués escrivint la seva antiga columna. La seva resposta va ser: "M'enfadaria més si fos bo en això." Leonard va ser un mecenes del Festival de Teatre de Dublín.
El 1994, Leonard va aparèixer en una entrevista televisada amb Gerry Adams, president del Sinn Féin, un partit polític irlandès aleshores associat a l'IRA Provisional. Leonard havia estat durant molt de temps un opositor dels grups paramilitars i un crític de l'IRA. No obstant això, al programa i després va ser criticat per ser "prepotent i teatral" cap a Adams; en un moment es va referir al Sinn Féin com a "gossos".
Hugh Leonard- Odd Man In, una pel·lícula sobre la seva vida i obra, es va mostrar a RTÉ el març de 2009. L'última obra de Leonard, Magicity, no es va representar durant la seva vida; una lectura assajada del segon acte es va fer al Dalkey Castle and Heritage Centre el juny de 2012.
Leonard va morir a la seva ciutat natal, Dalkey, als 82 anys, després d'una llarga malaltia, deixant 1,5 milions d'euros en el seu testament.

## Premis
- Writers Guild of Great Britain - Premi al Mèrit per Silent Song, 1966[23]
- Premi Itàlia per a programes de televisió dramàtics originals - per Silent Song 1967
- Premi de televisió de Jacob per les adaptacions de Wuthering Heights i Nicholas Nickleby, 1969
- Nominació al premi Antoinette Perry (Tony) a la millor obra – The Au Pair Man, 1973/74
- Premi Antoinette Perry (Tony) a la millor obra – Da, 1977/78
- Premi Drama Desk per una obra nova destacada: Da, 1977/78
- Premi del Cercle de Crítics de Drama de Nova York a la millor obra – Da, 1977/78
- Premi Outer Critics Circle a l'obra més destacada de la temporada de Nova York - Da, 1977/78
- Harvey's Irish Theatre Award per A Life - millor obra nova, 1979/80
- Rhode Island College - Doctor honoris causa en lletres humanes, 1980
- Universitat de Dublín – Doctorat Honoris Causa en Lletres, 1988
- Premi Sagittarius de la Societat d'Autors – novel·la per Parnell and the Englishwoman, 1992
- The Abbey Theatre Award, 1999

## Obres
Obres de teatre
- The Italian Road (1954)
- The Big Birthday (1956)[26]
- A Leap in the Dark (1957)
- Madigan's Lock (1958)
- A Walk on the Water (1960)
- The Passion of Peter Ginty (1961)
- Stephen D[27] (1962)
- Dublin One (1963)
- The Poker Session (1964)
- The Family Way (1964)
- The Saints Go Cycling In[28] (1965)
- Mick and Mick (1966)
- The Quick and the Dead (1967)
  - "The Late Arrival of the Incoming Aircraft"
  - "The Dead"
- The Au Pair Man" (1968)
- The Barracks (1969)
- The Patrick Pearse Motel (1971)
- Da (1973)
- Summer (play) (1974)
- Suburb of Babylon (tres actes) (1983) 
  - "A Time of Wolves and Tigers"
  - "Nothing Personal"
  - "The Last of the Last of the Mohicans"
- Time Was (1976)
- Some of My Best Friends Are Husbands (1976)
- Liam Liar (1976)
- A Life (play) (1979)
- Kill (1982)
- The Mask of Moriarty (1985)
- Pizazz: (three one-act plays) (1986)
  - "A View from the Obelisk"
  - "Roman Fever"
  - "Pizazz"
- Moving (play) (1992)
- Chamber Music (1994)
  - Senna for Sonny
  - The Lily Lally Show
- Great Expectations (1995)
- A Tale of Two Cities (1996)
- Love in the Title (1999)
- Magicality

Novel·les
- Parnell and the Englishwoman (1992)
- A Wild People (2001)
- Fillums (2004)

Assaigs
- Leonard's Last Book (1978)
- A Peculiar People and Other Foibles (1979)
- Leonard's Year (1985)
- Leonard's Log (1987)
- Leonard's Log - Again (1988)
- Rover and Other Cats (1992)
- Dear Paule (2000)

Autobiografia
- Home Before Night (1979)
- Out After Dark (1989)

Guions de cinema
- Interlude (1968)
- Great Catherine (1968)
- Percy (1971)
- Our Miss Fred (1972)
- Da (1988)
- Widows' Peak (1994)

Obres a la ràdio
- You and the Night and the Wireless (2001)
- Mogs (2006)